# آمال زايد
آمال زايد (27 سبتمبر 1910 - 23 سبتمبر 1972)، ممثلة مصرية.

## عن حياتها
بدأت التمثيل بالشكل الإحترافي بعام 1937 بدور صغير خلال فيلم «سلامة في خير» مع نجيب الريحاني، وبعده قدمت عدة أدوار صغيرة وأخرى ثانوية، بعام 1944 اعتزلت التمثيل وعادت إليه بعام 1959. وبعودتها بدأت تأخذ أدوارًا أقوى من التي كانت تأخذها قبل الاعتزال، حيث جسدت دور الأم بغالبية أعمالها في السينما، كذلك قد التحقت بالفرقة القومية بفترة من حياتها كذلك شاركت في 32 مسرحية وعملت في الإذاعة. استمرت بالتمثيل حتى وفاتها عام 1972.

### حياتها الخاصة
```
تزوجت بعام 
1943
 من «عبد الله المنياوي» وأنجبت ابنتهم الممثلة 
معالي زايد
، وبعده وفاته تزوجت من الممثل «
عبد الخالق صالح
» واستمر زواجهما حتى وفاتها. وأختها الصغرى هي الممثلة 
جمالات زايد
.
```

## أعمالها

### الأفلام
- سلامة في خير.
- دنانير.
- بياعة التفاح.
- زليخه تحب عاشور.
- المتهمة.
- عايدة.
- طاقية الإخفاء.
- من أجل حبي.
- حب في حب.
- يوم من عمري.
- بين القصرين.
- بياعة الجرايد.
- آخر جنان.
- قصر الشوق.
- عفريت مراتي.
- شيء من العذاب.
- شيء من الخوف.
- حياتي.
- عين الحياة.
- دعوة للحياة.
- الحب الذي كان.

### المسلسلات
- العسل المر
- ناعسة
- الحائرة

### المسرحيات
- بين القصرين
- خان الخليلي
- طبيخ الملايكة

## روابط خارجية
- آمال زايد على موقع IMDb (الإنجليزية)
- آمال زايد على موقع الدهليز
- آمال زايد على موقع قاعدة بيانات الأفلام العربية
- آمال زايد على موقع قاعدة بيانات الفيلم (الإنجليزية)